# Longaméta
Longaméta ist eine ungarische Ballsportart (Schlagballspiel), ähnlich dem deutschen Schlagball oder dem rumänischen Oină.
Es wird mit einem kleinen Ball und einem ca. 60 cm langen, am unteren Ende abgeflachten Schlagholz gespielt. Das rechteckige Feld ist 20 m breit und je nach Anzahl der Spieler bis zu 80 m lang. Ähnlich wie beim deutschen Schlagball müssen die Spieler von der vorderen zur hinteren Grundlinie und wieder zurück laufen, um Punkte zu erzielen, während die Gegenpartei versucht, den Läufer abzuwerfen. Sind mehrere Läufer zugleich unterwegs,  genügt es, einen davon abzuwerfen, um einen Punktgewinn zu verhindern. 
Besonderheit dieses Spiels: Nur die drei vor Beginn benannten Jäger einer jeden Mannschaft sind berechtigt, Gegner abzuwerfen. Ihre Mannschaftskameraden dürfen ihnen lediglich den Ball zuspielen.
Ein Match  ist beendet, wenn eine Partei die zuvor vereinbarte Punktzahl erzielt hat.

## Quelle
- Marcus Rosenstein: Das Ballsport-Lexikon. Die Ball- und Kugelspiele der Welt, Berlin (Weinmann), 1997. ISBN 3-87892-062-8